# Elecciones a la Cámara de Representantes de los Estados Unidos de 1930
Las elecciones a la Cámara de Representantes de los Estados Unidos de 1930 tuvieron lugar el 8 de noviembre (excepto en el estado de Maine, que celebró sus elecciones el 8 de septiembre) del mencionado año con el objetivo de renovar los 435 escaños de la Cámara de Representantes, cámara baja del Congreso de los Estados Unidos. Tuvieron lugar durante la mitad del mandato del presidente Herbert Hoover, del Partido Republicano. Fueron las septuagésimo segundas elecciones a la Cámara de Representantes desde la independencia del país, y las primeras desde el estallido de la Gran Depresión en octubre de 1929, que puso fin a una década de bonanza económica y desató una crisis financiera global.
Para el momento de los comicios, la popularidad personal de Hoover era extremadamente baja, siendo percibido como un presidente que hacía poco para resolver la crisis debido a su negativa a incrementar la intervención federal en los asuntos económicos. Inicialmente, los republicanos fueron ampliamente reconocidos por implementar medidas proteccionistas, que tenían la intención de limitar las importaciones para estimular el mercado interno. Sin embargo, la aprobación de la controvertida Ley Hawley-Smoot en junio de ese año, que implementaba uno de los aranceles más altos en más de un siglo y que enfrentó la férrea oposición del Partido Demócrata, ocasionaron que la opinión pública se moviera rápidamente contra las políticas republicanas.
En todo el país, los candidatos republicanos enfrentaron el estigma de verse responsabilizados por el colapso económico. A pesar de esta situación, los republicanos lograron al final de las elecciones retener un ínfimo quorum legislativo con 218 escaños sobre 216 del Partido Demócrata, mientras que el escaño restante fue ocupado por el Partido Campesino-Laborista del estado de Minnesota, que fue ocupado por Paul John Kvale. En términos de voto popular, los demócratas arrasaron con el 52,75% contra el 44,47% de los republicanos y 1,12% de los campesino-laboristas, mientras que el resto se distribuyó entre los demás partidos. Sin embargo, durante los meses siguientes murieron catorce cargos electos, lo que motivó elecciones parciales, en las cuales los demócratas vencieron estrechamente al oficialismo. Finalmente, al momento de la apertura del 72.º Congreso, los demócratas tenían una mayoría de 218 escaños contra 216 de los republicanos y el escaño campesino-laborista de Kvale. En consecuencia, John Nance Garner, demócrata del Sur, resultó elegido presidente de la Cámara de Representantes.
Los comicios implicaron el fin de la hegemonía republicana sobre la Cámara de Representantes, y fue la primera de las cuatro elecciones consecutivas de la Cámara de la era de la Gran Depresión en las que los demócratas lograron un crecimiento enorme, llegando a una ganancia acumulativa de 170 escaños. Durante las siguientes seis décadas y media, hasta la abrumadora victoria republicana en las elecciones de 1994, los demócratas tendrían el control de la Cámara en veintiocho sobre treinta y dos legislaturas, solo perdiendo por escasos márgenes en 1946 y 1952.

## Resultados
|  | 52.75 % |

|  | 44.47 % |

|  | 1.12 % |

|  | 0.96 % |

|  | 0.70 % |

|  | 100.00 % |